# Мар'янівська сільська рада (Васильківський район)
| Мар'янівська сільська рада — орган місцевого самоврядування у Васильківському районі Київської області з адміністративним центром у с. Мар'янівка. Водоймища на території, підпорядкованій даній раді: Протока. Сільській раді підпорядковані населені пункти: - с. Мар'янівка |

## Склад ради
Рада складається з 16 депутатів та голови.

### Керівний склад ради
| ПІБ                         | Основні відомості                                                                     | Дата обрання | Дата звільнення |
| --------------------------- | ------------------------------------------------------------------------------------- | ------------ | --------------- |
| Клюківська Раїса Феліксівна | Сільський голова, 1958 року народження, освіта, позапартійна                          | 26.03.2006   | 31.10.2010      |
| Король Майя Іванівна        | Сільський голова, 1962 року народження, освіта середня загальна, член Партії регіонів | 31.10.2010   |                 |

Примітка: таблиця складена за даними джерела